# 1968 NBA Draft

## Legenda
Pogrubiona czcionka – wybór do All-NBA Team.
|  | - występ w NBA All-Star Game. |

Gwiazdka (*) - członkowie Basketball Hall of Fame.

## Runda pierwsza
| Nr | Zawodnik            | Narodowość        | Drużyna NBA            | College/Drużyna                   |
| -- | ------------------- | ----------------- | ---------------------- | --------------------------------- |
| 1  | Elvin Hayes* (C)    | Stany Zjednoczone | San Diego Rockets      | University of Houston             |
| 2  | Wes Unseld* (C)     | Stany Zjednoczone | Baltimore Bullets      | University of Louisville          |
| 3  | Bob Kauffman (PF)   | Stany Zjednoczone | Seattle SuperSonics    | Guilford College                  |
| 4  | Tom Boerwinkle (C)  | Stany Zjednoczone | Baltimore Bullets      | University of Tennessee           |
| 5  | Don Smith (C)       | Stany Zjednoczone | Cincinnati Royals      | Iowa State University             |
| 6  | Otto Moore (C)      | Stany Zjednoczone | Detroit Pistons        | University of Texas-Pan American  |
| 7  | Charles Paulk (PF)  | Stany Zjednoczone | Milwaukee Bucks        | Northeastern State University     |
| 8  | Gary Gregor         | Stany Zjednoczone | Phoenix Suns           | University of South Carolina      |
| 9  | Ron Williams (SG)   | Stany Zjednoczone | San Francisco Warriors | West Virginia University          |
| 10 | Bill Hosket (PF)    | Stany Zjednoczone | New York Knicks        | Ohio State University             |
| 11 | Bill Hewitt (PF)    | Stany Zjednoczone | Los Angeles Lakers     | University of Southern California |
| 12 | Don Chaney (SG)     | Stany Zjednoczone | Boston Celtics         | University of Houston             |
| 13 | Skip Harlicka (SG)  | Stany Zjednoczone | Atlanta Hawks          | University of South Carolina      |
| 14 | Shaler Halimon (PG) | Stany Zjednoczone | Philadelphia 76ers     | University of South Carolina      |

Z 79. numerem został wybrany przyszły znany trener NBA Rick Adelman.